# Draževac (gmina Aleksinac)
Draževac (cyr. Дражевац) – wieś w Serbii, w okręgu niszawskim, w gminie Aleksinac. W 2011 roku liczyła 899 mieszkańców.